# Corfélix
Corfélix est une commune française, située dans le département de la Marne en région Grand Est.

## Géographie

### Localisation
Corfélix se trouve au sud-ouest du département de la Marne, en région Grand Est. La commune appartient à la région agricole de la Brie champenoise.
La commune de Corfélix s'étend sur une superficie de 827 hectares. Sur son territoire, l'altitude varie de 137 à 211 mètres. Le relief est marqué par la vallée du Petit Morin, au nord, et par les vallons formés par ses affluents, notamment le ru de l'Homme Blanc qui s'écoule depuis le sud-est. Ces vallons étament le plateau briard, qui atteint 211 mètres à l'ouest de la commune.
Par la route, Corfélix se situe à 55 km de Châlons-en-Champagne, préfecture, à 36 km d'Épernay, sous-préfecture, et à 14 km de Sézanne, bureau centralisateur du canton de Sézanne-Brie et Champagne dont dépend Corfélix depuis 2015. La commune fait en outre partie du bassin de vie de Sézanne.
Corfélix est limitrophe de 8 communes :
|                 | Le Thoult-Trosnay             | Bannay               |
| Boissy-le-Repos | Corfélix                      | Talus-Saint-Prix     |
| Charleville     | La Villeneuve-lès-Charleville | Soizy-aux-Bois, Oyes |

### Hydrographie

#### Réseau hydrographique
La commune est dans la région hydrographique « la Seine de sa source au confluent de l'Oise (exclu) » au sein du bassin Seine-Normandie. Elle est drainée par le Petit Morin, le ru de l'Homme Blanc, le cours d'eau 01 de la commune de Bannay, le Fossé 01 de la Grurie et le Fossé 01 du Pré le Prêtre,.
Le Petit Morin, d'une longueur de 86 km, prend sa source dans la commune de Val-des-Marais et se jette dans la Marne à La Ferté-sous-Jouarre, après avoir traversé 29 communes. Les caractéristiques hydrologiques de le Petit Morin sont données par la station hydrologique située sur la commune de Corfélix. Le débit moyen mensuel est de 1,06 m3/s. Le débit moyen journalier maximum est de 11,6 m3/s, atteint lors de la crue du 3 février 2020. Le débit instantané maximal est quant à lui de 13,2 m3/s, atteint le 5 mars 2020.

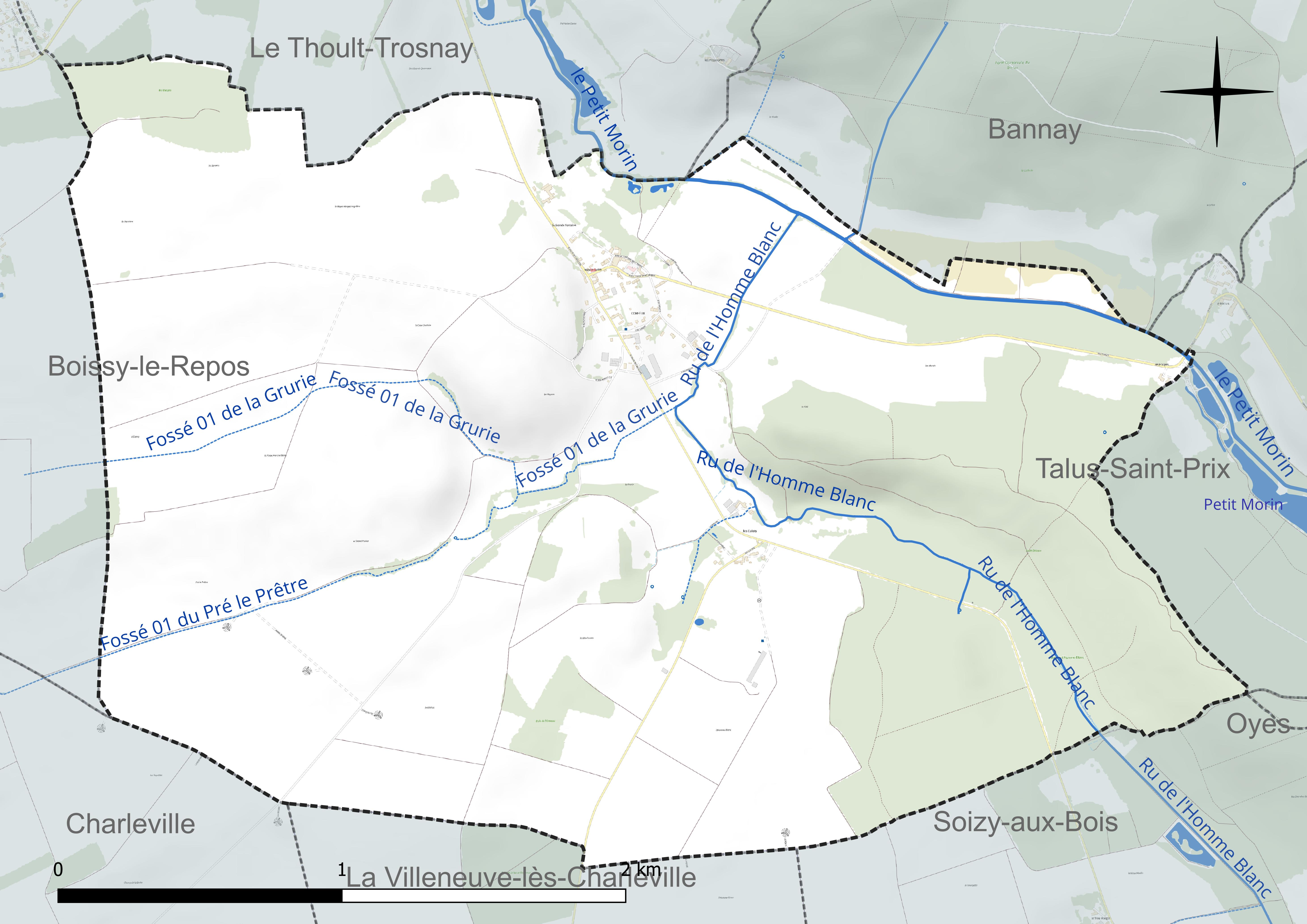
Réseau hydrographique de Corfélix.

#### Gestion et qualité des eaux
Le territoire communal est couvert par le schéma d'aménagement et de gestion des eaux (SAGE) « Petit et Grand Morin ». Ce document de planification concerne le territoire des bassins versants du Petit Morin (630 km2) et du Grand Morin (1 185 km2) et se répartit sur trois départements (la Marne, l'Aisne et la Seine-et-Marne). Il a été approuvé le 21 octobre 2016. La structure porteuse de l'élaboration et de la mise en œuvre est le Syndicat mixte d'aménagement et de gestion des eaux (SMAGE) - EPAGE. 
La qualité des cours d’eau peut être consultée sur un site dédié géré par les agences de l’eau et l’Agence française pour la biodiversité. 

### Climat
Pour des articles plus généraux, voir Climat du Grand Est et Climat de la Marne.
En 2010, le climat de la commune est de type climat océanique dégradé des plaines du Centre et du Nord, selon une étude du Centre national de la recherche scientifique s'appuyant sur une série de données couvrant la période 1971-2000. En 2020, Météo-France publie une typologie des climats de la France métropolitaine dans laquelle la commune est exposée à un climat océanique altéré et est dans la région climatique  Nord-est du bassin Parisien, caractérisée par un ensoleillement médiocre, une pluviométrie moyenne régulièrement répartie au cours de l’année et un hiver froid (3 °C). 
Pour la période 1971-2000, la température annuelle moyenne est de 10,4 °C, avec une amplitude thermique annuelle de 15,6 °C. Le cumul annuel moyen de précipitations est de 782 mm, avec 12,2 jours de précipitations en janvier et 8,2 jours en juillet. Pour la période 1991-2020, la température moyenne annuelle observée sur la station météorologique de Météo-France la plus proche, « Esternay-Man », sur la commune d'Esternay à 15 km à vol d'oiseau, est de 10,9 °C et le cumul annuel moyen de précipitations est de 780,5 mm. 
La température maximale relevée sur cette station est de 42,5 °C, atteinte le 25 juillet 2019 ; la température minimale est de −25 °C, atteinte le 14 février 1956,,. 
Les paramètres climatiques de la commune ont été estimés pour le milieu du siècle (2041-2070) selon différents scénarios d'émission de gaz à effet de serre à partir des nouvelles projections climatiques de référence DRIAS-2020. Ils sont consultables sur un site dédié publié par Météo-France en novembre 2022.

### Milieux naturels et biodiversité
L'Inventaire national du patrimoine naturel (INPN) recense 431 espèces sur le territoire de la commune, dont 64 espèces protégées et 27 espèces menacées.
Corfélix compte une zone naturelle d'intérêt écologique, faunistique et floristique (ZNIEFF) de type I. À l'est de la commune, la ZNIEFF des « étangs et bois de l'Homme Blanc et des Quatre Bornes à Corfélix et Talus-Saint-Prix » s'étend sur 242 hectares entre Corfélix et Talus-Saint-Prix. Elle comprend deux étangs et des zones marécageuses situées dans la vallée du Petit Morin. Les pentes accueillent une chênaie mésoneutrophile à mésotrophe tandis que les bordures des ruisseaux et le fond du vallon sont occupés par une aulnaie-frênaie et une aulnaie marécageuse de pente sur tourbe carbonatée. Autour des ruines de Colléard, sur le territoire de Talus-Saint-Prix, on trouve un taillis de menthe sylvestre, peu fréquente dans la Marne. Parmi la faune, on peut noter la présence du phragmite des joncs et du pic mar, rares dans cette région.

## Urbanisme

### Typologie
Au 1er janvier 2024, Corfélix est catégorisée commune rurale à habitat très dispersé, selon la nouvelle grille communale de densité à sept niveaux définie par l'Insee en 2022.
Elle est située hors unité urbaine. Par ailleurs la commune fait partie de l'aire d'attraction de Montmirail, dont elle est une commune de la couronne,. Cette aire, qui regroupe 19 communes, est catégorisée dans les aires de moins de 50 000 habitants,.

### Occupation des sols
L'occupation des sols de la commune, telle qu'elle ressort de la base de données européenne d’occupation biophysique des sols Corine Land Cover (CLC), est marquée par l'importance des territoires agricoles (76,9 % en 2018), une proportion identique à celle de 1990 (76,9 %). La répartition détaillée en 2018 est la suivante : terres arables (66,1 %), forêts (22,7 %), zones agricoles hétérogènes (8,9 %), zones humides (1,8 %) et prairies (0,5 %).
L'évolution de l’occupation des sols de la commune et de ses infrastructures peut être observée sur les différentes représentations cartographiques du territoire : la carte de Cassini (XVIIIe siècle), la carte d'état-major (1820-1866) et les cartes ou photos aériennes de l'IGN pour la période actuelle (1950 à aujourd'hui).

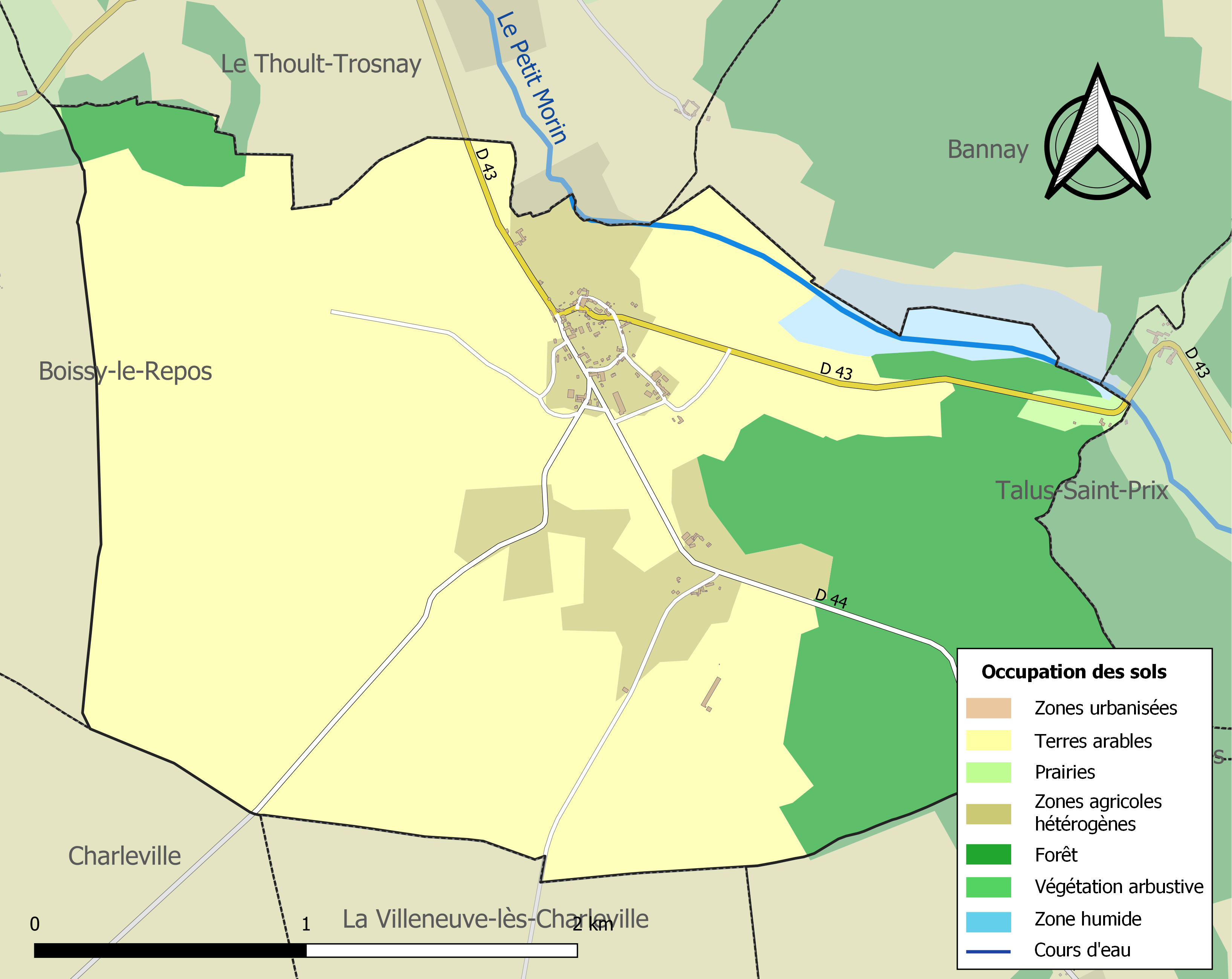
Carte des infrastructures et de l'occupation des sols de la commune en 2018 (CLC).

### Lieux-dits, hameaux et écarts
Outre le village de Corfélix, la commune comprend les écarts suivants : les Culots au centre de la commune sur le ru de l'Homme Blanc, les Forges près de l'étang des Forges à l'est, et l'Homme Blanc au sud.

### Habitat et logement
En 2021, Corfélix compte 59 logements. Ces logements sont à 98,3 % des maisons. En raison de la prévalence des maisons, les résidences principales de Corfélix disposent en moyenne de 4,7 pièces.
Le tableau ci-dessous présente une comparaison de quelques indicateurs chiffrés du logement pour Corfélix, la communauté de communes de la Brie champenoise (CCBC), le département de la Marne et la France entière :
|                                                            | Corfélix | CCBC  | Marne   | France     |
| ---------------------------------------------------------- | -------- | ----- | ------- | ---------- |
| Ensemble des logements                                     | 59       | 4 109 | 300 919 | 37 155 918 |
| Part des résidences principales (en %)                     | 80,3     | 80,9  | 87,5    | 82,2       |
| Part des résidences secondaires (en %)                     | 12,1     | 9,3   | 3,4     | 9,7        |
| Part des logements vacants (en %)                          | 7,6      | 9,8   | 9,1     | 8,1        |
| Part des propriétaires de leur résidence principale (en %) | 72,3     | 69,2  | 52,2    | 57,5       |

À Corfélix, 80,3 % des logements sont en 2021 des résidences principales, 12,1 % des résidences secondaires et 7,6 % des logements vacants. Par ailleurs, 72,3 % des ménages sont propriétaires de leur résidence principale. Corfélix se démarque ainsi par un nombre supérieur à la moyenne de résidences secondaires et de ménages propriétaires de leur résidence principale.
Parmi les 46 résidences principales construites avant 2019, 39,1 % avaient été construites avant 1919, 13 % entre 1919 et 1945, 10,9 % entre 1946 et 1970, 15,2 % entre 1971 et 1990, 8,7 % entre 1991 et 2005 et 13 % depuis 2006.
Le tableau ci-dessous présente l'évolution du nombre de logements sur le territoire de la commune, par catégorie, depuis 1968 :
|                        | 1968 | 1975 | 1982 | 1990 | 1999 | 2010 | 2015 | 2021 |
| ---------------------- | ---- | ---- | ---- | ---- | ---- | ---- | ---- | ---- |
| Résidences principales | 31   | 31   | 27   | 28   | 29   | 43   | 47   | 47   |
| Résidences secondaires | 8    | 10   | 15   | 14   | 16   | 5    | 9    | 7    |
| Logements vacants      | 5    | 3    | 3    | 4    | 9    | 6    | 2    | 4    |
| Total                  | 44   | 44   | 45   | 46   | 54   | 54   | 58   | 59   |

## Toponymie
Le nom de la localité est attesté sous les formes Curtis Felix (1110) ; Curtis Felicis (1124-1130) ; Corfelis (11[4]2) ; Courfelis (1148) ; Curfelis (1174) ; Corfelis (1209) ; Corfelix (1209) ; Courfelix (1381) ; Curia Felicis (1443) ; Courflix, Courfilx (1458) ; Corferis (1513) ; Corfellix (1629) ; Corferix (1641) ; Corfelix, vulgairement Corfli ; Corde Felici (1784).

## Histoire

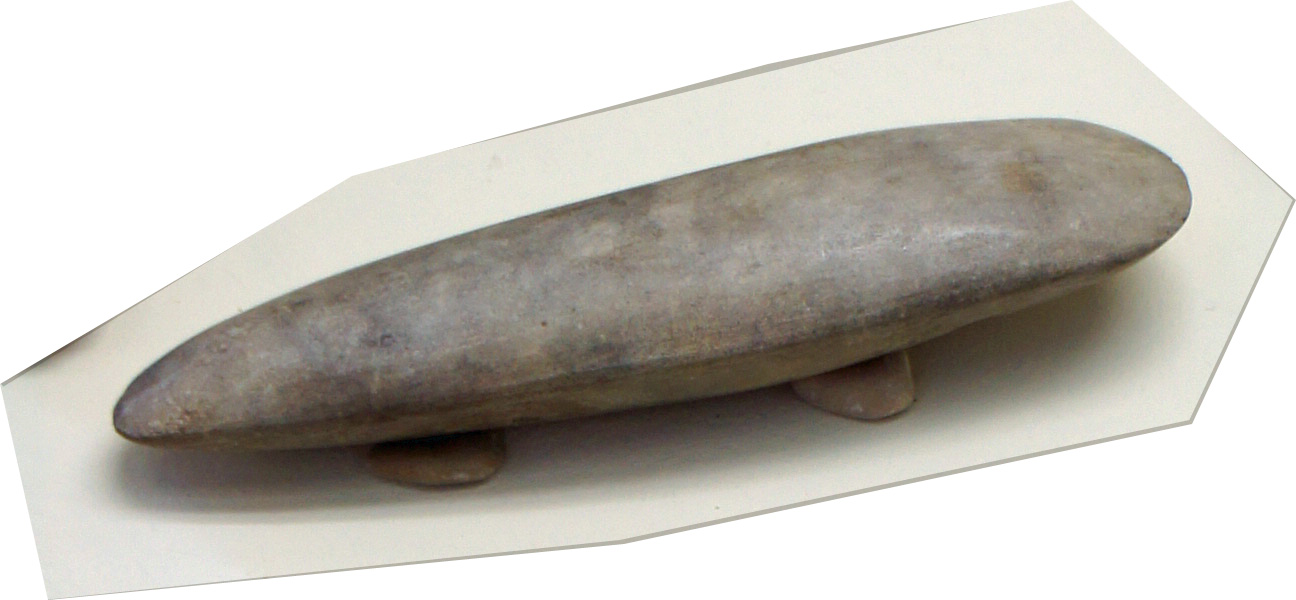
Hache en silex, trouvée à Corfélix.

On a retrouvé une hache en silex à Corfélix. Elle est aujourd'hui exposée au musée de la basilique Saint-Remi de Reims.

## Politique et administration
| Période                                  | Période                       | Identité       | Étiquette | Qualité |
| ---------------------------------------- | ----------------------------- | -------------- | --------- | --- |
| Les données manquantes sont à compléter. |                               |                |           | |
|                                          | mars 1989                     | Almire Fleury  |           | |
| mars 1989                                | mars 2008                     | Robert Martin  |           | Agriculteur Vice-président de la CC de la Brie Champenoise (1997 → 2008)                                               |
| mars 2008                                | 2014                          | Vincent Sannie |           | |
| 2014                                     | En cours (au 2 décembre 2020) | Philippe Marcy |           | Chef d’entreprise à Montmirail Vice-président de la CC de la Brie Champenoise (2020 → ) Réélu pour le mandat 2020-2026 |

## Équipements et services publics

### Eau et déchets
L'approvisionnement en eau potable et l'assainissement des eaux usées sont des compétences de la communauté de communes de la Brie champenoise. Corfélix est alimentée en eau potable par les captages du Thoult-Trosnay. La production et la distribution d'eau potable font l'objet d'une délégation de service public confiée à Suez jusqu'en 2028. L'assainissement y est non collectif.
La communauté de communes est également compétente en matière de déchets. La collecte des ordures ménagères résiduelles (en bac) et des déchets recyclables (en sacs translucides jaunes) est réalisée en porte à porte. La communauté de commune adhérant au syndicat de valorisation des ordures ménagères de la Marne (SYVALOM), ces déchets sont amenés au centre de transfert départemental de Sézanne puis valorisés sur le site de La Veuve. La communauté de communes propose des composteurs individuels à tarif réduit pour les biodéchets. La collecte du verre et des textiles se fait en apport volontaire. Pour les autres déchets, l'unique déchèterie de la communauté de communes est située à Montmirail, dans le hameau de Maclaunay. La collecte des déchets et la gestion de la déchèterie sont confiées à des entreprises privées par marchés publics.

### Enseignement
Corfélix fait partie de l'académie de Reims.
La commune dépend de l'école primaire de Fromentières,. L'école primaire Marcel Jerger est située 2 route de Montmort et accueille 113 élèves de maternelle et d'élémentaire (chiffres 2024-2025).
Les jeunes de Corfélix sont ensuite rattachés au collège de la Brie champenoise à Montmirail et au lycée La Fontaine du Vé de Sézanne.

### Postes et télécommunications
Une boîte aux lettres de La Poste se trouve sur le territoire de la commune, place de la Mairie. Le bureau de poste le plus proche est l'agence communale de Baye, située à environ 5 km de Corfélix. La commune partage toutefois son code postal (51210) avec le bureau de poste de Montmirail à 12 km.

### Justice, sécurité et secours
Du point de vue judiciaire, Corfélix relève du conseil de prud'hommes d'Épernay, du tribunal de commerce de Reims, du tribunal judiciaire, du tribunal paritaire des baux ruraux et du tribunal pour enfants de Châlons-en-Champagne, dans le ressort de la cour d'appel de Reims. Pour le contentieux administratif, la commune dépend du tribunal administratif de Châlons-en-Champagne et de la cour administrative d'appel de Nancy.
Corfélix est située en secteur Gendarmerie nationale et dépend de la brigade de Montmirail.
En matière d'incendie et de secours, le centre d'incendie et de secours le plus proche est celui de Montmirail, dépendant du Service départemental d'incendie et de secours (SDIS) de la Marne.

## Population et société

### Démographie
L'évolution du nombre d'habitants est connue à travers les recensements de la population effectués dans la commune depuis 1793. Pour les communes de moins de 10 000 habitants, une enquête de recensement portant sur toute la population est réalisée tous les cinq ans, les populations de référence des années intermédiaires étant quant à elles estimées par interpolation ou extrapolation. Pour la commune, le premier recensement exhaustif entrant dans le cadre du nouveau dispositif a été réalisé en 2007.

En 2022, la commune comptait 109 habitants, en évolution de −1,8 % par rapport à 2016 (Marne : −1,19 %, France hors Mayotte : +2,11 %).
| 1793 | 1800 | 1806 | 1821 | 1831 | 1836 | 1841 | 1846 | 1851 |
| ---- | ---- | ---- | ---- | ---- | ---- | ---- | ---- | ---- |
| 215  | 196  | 166  | 173  | 203  | 213  | 231  | 245  | 209  |

| 1856 | 1861 | 1866 | 1872 | 1876 | 1881 | 1886 | 1891 | 1896 |
| ---- | ---- | ---- | ---- | ---- | ---- | ---- | ---- | ---- |
| 213  | 213  | 213  | 208  | 190  | 189  | 190  | 165  | 158  |

| 1901 | 1906 | 1911 | 1921 | 1926 | 1931 | 1936 | 1946 | 1954 |
| ---- | ---- | ---- | ---- | ---- | ---- | ---- | ---- | ---- |
| 157  | 147  | 138  | 149  | 180  | 136  | 129  | 114  | 126  |

| 1962 | 1968 | 1975 | 1982 | 1990 | 1999 | 2006 | 2007 | 2012 |
| ---- | ---- | ---- | ---- | ---- | ---- | ---- | ---- | ---- |
| 106  | 100  | 94   | 76   | 71   | 69   | 99   | 103  | 103  |

| 2017 | 2022 | - | - | - | - | - | - | - |
| ---- | ---- | - | - | - | - | - | - | - |
| 112  | 109  | - | - | - | - | - | - | - |

### Cultes
Pour le culte catholique, Corfélix dépend de la paroisse Saint-Vincent-de-Paul - Montmirail, au sein du diocèse de Châlons-en-Champagne.

### Médias
La presse écrite régionale comprend le quotidien L'Union, le bi-hebdomadaire Le Pays briard et l'hebdomadaire L'Hebdo du vendredi.
Parmi les stations de radio locales, il est possible de citer Ici Champagne-Ardenne et Champagne FM.

## Culture locale et patrimoine

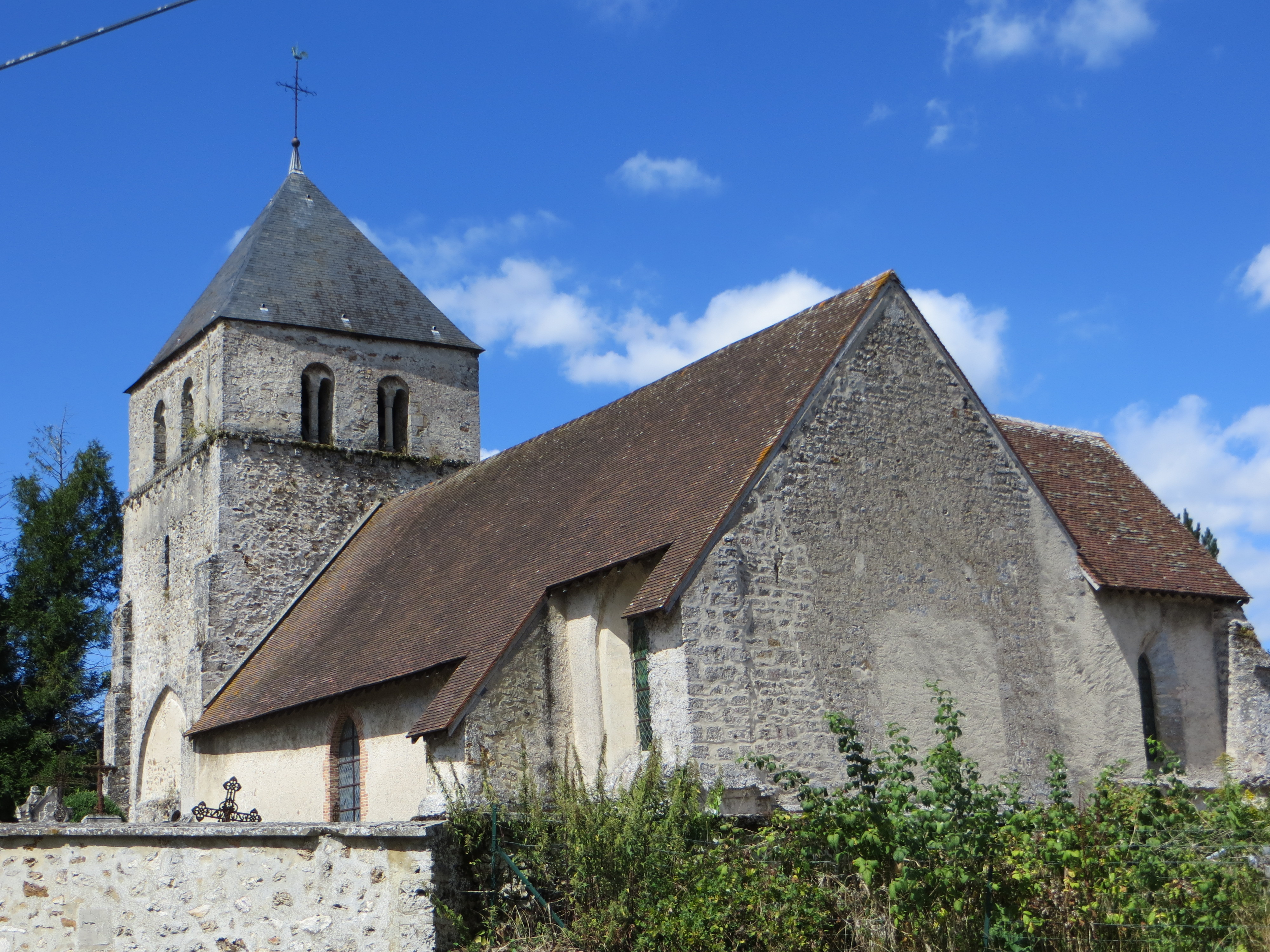
L'église Saint-Memmie, dont la cloche sonne la demie :Fichier:Corfélix - Cloche de l'église Saint-Memmie - 14h30.ogg

### Lieux et monuments
L'église de Corfélix est dédiée à Memmie de Châlons. Elle date du XIIe siècle et est classée aux monuments historiques. Elle possède une tour carrée et une rose des vents franc-maçonne.